# Wolfgang Müller (attore 1953)
Wolfgang Müller (Colonia, 10 agosto 1953) è un attore e doppiatore tedesco.

## Biografia
Wolfgang Müller dopo la maturità studia due semestri al Musikhochschule Köln in canto, chitarra classica e basso. Frequenta la  Schauspielschule der Keller e viene ingaggiato al Theater der Keller. Dal 1967 al 1980 recita e lavora come regista al Schauspielhaus Köln.
Dagli inizi degli anni '70 inizia a recitare in serie televisive come Der Alte e L'ispettore Derrick. Nella serie Die Männer vom K3 recita nel ruolo di Tommie Beyer. Lo si vedrà anche in Alarm für Cobra 11 – Die Autobahnpolizei, Küstenwache e Lasko – Die Faust Gottes. Dal 2002 a 2021 recita in Un ciclone in convento come Hermann Huber.
Müller è anche doppiatore dal 1987 di Patrick Swayze, Bill Paxton e James Woods, in Harry Potter è la voce di Jason Isaacs (Lucius Malfoy).

## Filmografia (parziale)

### Attore
- 1975: Der Kommissar – ep. 95: Eine Grenzüberschreitung
- 1976–1986: L'ispettore Derrick (7 ep.)
- 1977: Schulmädchen-Report. 11. Teil: Probieren geht über Studieren
- 1978: Der Alte: Die Kolonne
- 1980: Der Alte: Mord nach Plan
- 1982: Tatort: Trimmel und Isolde
- 1983: Der Schrei nach Leben
- 1983: Der Alte: Freundschaftsdienst
- 1984: Eine Frau für gewisse Stunden (anche regia)
- 1987: Die Krimistunde (ep. 2 „Der Mann mit den zwei Gesichtern“)
- 1988–2003: Die Männer vom K3
- 1990: Polizeiruf 110 – Warum ich …
- 1991: Polizeiruf 110 – Das Treibhaus
- 1993: Tatort: Flucht nach Miami
- 1993: Un caso per due – Martins Tod
- 1995: A.S. – Auf eigene Faust
- 1995: Polizeiruf 110: 1A Landeier
- 1995: Polizeiruf 110: Roter Kaviar
- 1997: Polizeiruf 110: Gänseblümchen
- 1997–2000: Alarm für Cobra 11 – Die Autobahnpolizei
- 1998: Polizeiruf 110: Mordsmäßig Mallorca
- 2000: Tatort: Direkt ins Herz
- 2000: Polizeiruf 110: La Paloma
- 2000: Polizeiruf 110: Bruderliebe
- 2000: Küstenwache
- 2001: Klassentreffen – Mordfall unter Freunden
- 2002–2021: Um Himmels Willen
- 2003: Forsthaus Falkenau – Katharina in Not
- 2003: Hitler – Aufstieg des Bösen
- 2006: Lasko – Die Faust Gottes
- 2008: Tischlein deck dich (ARD-Sechs auf einen Streich)
- 2009: Die Rosenheim-Cops – Irren ist mörderisch
- 2011: Case Histories (TV-Serie GB) 2011–2013
- 2016: Heldt – Kalter Hund
- 2019: Der Bergdoktor – Schmerz
- 2022: Hubert ohne Staller – Tod am Schlafbaum

### Doppiatore
Jason Isaacs
- 2002: Harry Potter und die Kammer des Schreckens - Lucius Malfoy
- 2005: Harry Potter und der Feuerkelch - Lucius Malfoy
- 2007: Harry Potter und der Orden des Phönix - Lucius Malfoy
- 2010: Harry Potter und die Heiligtümer des Todes: Teil 1 - Lucius Malfoy
- 2011: Harry Potter und die Heiligtümer des Todes: Teil 2 - Lucius Malfoy
- 2016: A Cure for Wellness - Dr. Heinrich Volmer

Patrick Swayze
- 1987: Dirty Dancing - Johnny Castle
- 1988: Dirty Tiger - Chuck „Tiger“ Warsaw
- 1993: Der Kidnapper - Jack Charles
- 1998: Letters from a Killer - Race Darnell
- 2004: Dirty Dancing 2 – Heiße Nächte auf Kuba - Tanzlehrer
- 2010: Chaos unterm Weihnachtsbaum - Wayne Saunders

#### Altri
- 1994: Freddy’s New Nightmare – Robert Englund - Freddy Krueger
- 1994: Tess und ihr Bodyguard – Edward Albert - Barry Carlisle
- 1997: Die Bestie mit den fünf Fingern – Peter Lorre - Hilary Cummins
- 1997: Das Relikt – Tom Sizemore - Lt. Vincent D'Agosta
- 2000: Vertical Limit – Bill Paxton - Elliot Vaughn
- 2010: Spy Daddy – George Lopez - Glaze
- 2014: Wie schreibt man Liebe? – J.K. Simmons - Dr. Lerner
- 2019: Monsieur Claude 2 – Christian Clavier - Claude Verneuil

#### Serie
- 1996: Die Nanny – Jason Alexander - Jack
- 2009: Law & Order: UK – Bradley Walsh - Det. Sgt.	Ronnie Brooks
- 2012: Luck – Kevin Dunn - Marcus
- 2013: I Simpsons – Hank Azaria - Sleazy Sam
- 2014: The Night Shift – Steven Bauer - Milo Osbourne
- 2015: The Missing – Ken Stott - Ian Garrett
- 2017: Salvation – Dennis Boutsikaris - Malcolm Croft
- 2021: Paris Police 1900 – Christian Hecq - Alphonse Bertillon